# Bela decussata
Bela decussata é uma espécie de gastrópode da família Mangeliidae.